# Rosenkönig
Rosenkönig (Untertitel: „Dornige Fehde für Zwei“) ist ein Brettspiel von Dirk Henn. Es ist ein Strategiespiel, enthält aber auch ein Zufallselement. Das Spiel ist eine Neuauflage des Spieles Texas erschienen bei db-Spiele. Es erschien 1999 bei Franckh-Kosmos in der Reihe Spiele für Zwei, 2007 wurde eine Ausgabe mit neuem Design herausgegeben.
Das Spiel führt die Spieler in das England zwischen 1455 und 1485, die Zeit der Rosenkriege zwischen den Häusern Lancaster und York.

## Material
- 1 Spielbrett mit 9 x 9 Feldern. Als Hintergrund zeigt es einen Teil Englands
- 52 Machtsteine: blaue Holzscheiben, beidseitig bedruckt, Vorderseite rote Rose, Rückseite weiße Rose
- 24 Machtkarten, je eine im Wert I, II und III für die 8 Richtungen der Windrose.
- 8 Heldenkarten, je 4 für die rote und weiße Rose
- 1 Kronenstein
- 1 Regelheft (6 Seiten)

## Spielregeln

### Spielbeginn
Am Anfang wird auf das zentrale Feld des Spielbretts der Kronenstein gestellt, und jeder Spieler erhält die 4 Heldenkarten seiner Farbe. Die Machtkarten werden verdeckt gemischt und bilden einen Nachziehstapel. Davon zieht jeder Spieler 5 Machtkarten, die er offen vor sich auslegt. Die Machtsteine werden neben dem Brett bereitgelegt.

### Spielablauf
Die Spieler ziehen abwechselnd, Rot beginnt. Der Spieler am Zug muss genau eine der drei folgenden Aktionen ausführen:
- Machtkarte spielen: Die Karte wird auf den Ablagestapel gelegt und der Kronenstein in die durch das Schwert auf der Karte vorgegebene Richtung bewegt, so viele Felder weit, wie es dem Wert der Karte entspricht. Dabei darf nicht über den Spielfeldrand gezogen werden, und das Zielfeld darf nicht bereits von einem Machtsten besetzt sein. Auf das Zielfeld wird ein Machtstein aus dem Vorrat gelegt, mit der Farbe des Ziehenden nach oben, und der Kronenstein wird auf den Machtstein gestellt.
- Machtkarte ziehen: Hat man weniger als 5 Machtkarten, darf man eine neue Machtkarte vom Nachziehstapel ziehen. Die Spieler legen ihre Machtkarten immer offen aus.
- Machtkarte zusammen mit Heldenkarte spielen: Der Kronenstein wird wie oben gemäß der gespielten Machtkarte bewegt, landet aber auf einem Feld mit einem gegnerischen Machtstein. Dieser wird umgedreht und zeigt damit die Farbe des Ziehenden, der dafür eine Heldenkarte abgeben muss. Anschließend wird der Kronenstein auf diesen Machtstein gestellt.

Kann ein Spieler keine dieser Aktionen ausführen, muss er passen. Wenn ein Spieler eine Karte ziehen will, der Nachziehstapel aber aufgebraucht ist, wird der Ablagestapel gemischt und bildet den neuen Nachziehstapel.
Das Spiel endet sofort, wenn der letzte Machtstein aufs Brett gesetzt wurde. Es endet auch, wenn kein Spieler mehr eine Aktion ausführen kann.

### Ergebnis
Es werden die zusammenhängenden Gebiete jedes Spielers ermittelt. Ein Gebiet besteht aus Feldern, die von Machtsteinen desselben Spielers besetzt sind und die orthogonal zusammenhängen, d. h. über eine Seite miteinander verbunden sind. Das Quadrat der Zahl der Felder eines Gebiets (die Zahl mit sich selbst multipliziert) ist die Punktzahl, die der Spieler für das Gebiet erhält. Die Punkte für alle Gebiete eines Spielers werden addiert, und es gewinnt der Spieler mit der höchsten Punktsumme. Bei Gleichstand gewinnt der Spieler mit dem größten einzelnen Gebiet. Wenn auch diese gleich sind, gewinnt, wer mehr Machtsteine auf dem Brett hat.

## Übersetzungen
- Englisch bei Mayfair Games (deutsche Ausgabe mit englischer Regelübersetzung)
- Niederländisch: Rozenkoning bei 999 Games (ausverkauft)

## Quelle
Dieser Beitrag wurde vom Ersteller zuerst in der Ludopedia veröffentlicht.